# Sim Var
Sim Var (tiếng Khmer: ស៊ឹម វ៉ា; 2 tháng 2 năm 1906 – 12 tháng 10 năm 1989) là chính khách Campuchia. Ông giữ chức Thủ tướng Campuchia từ tháng 7 năm 1957 đến tháng 1 năm 1958 và từ tháng 4 đến tháng 7 năm 1958. Cùng với Chhean Vam và Ieu Koeus, ông đồng sáng lập Đảng Dân chủ vào tháng 4 năm 1946. Là một người theo chủ nghĩa dân tộc, Var thể hiện thái độ phản đối ách đô hộ Campuchia của thực dân Pháp và lãnh đạo các phong trào đối lập với những người theo chủ nghĩa dân tộc khác. Ông từng là Đại sứ Campuchia tại Nhật Bản trong thập niên 1970.

## Tiểu sử
Sim Var chào đời năm 1906 tại huyện Kompong Chàm thuộc Tbuong Khmom (nay là tỉnh) trong gia đình nông dân. Ông là một trong những người Campuchia theo chủ nghĩa dân tộc đầu tiên. Ông đồng sáng lập Đảng Dân chủ vào năm 1946 cùng với đồng sự theo chủ nghĩa dân tộc Chhean Vam và Ieu Keous, nhằm mục đích lãnh đạo phong trào dân chủ chống lại chính quyền bảo hộ của thực dân Pháp. Ông còn là người đồng sáng lập tờ báo đầu tiên ở Campuchia vào năm 1939 gọi là "Nokor Wat" cùng với Pach Chheun và Sơn Ngọc Thành.
Tháng 2 năm 1947, Var bị chính quyền Pháp bắt cùng với 16 đảng viên Dân chủ khác vì cáo buộc là thành viên của một nhóm thân Nhật phản đối sự cai trị của Pháp ở Campuchia. Người Pháp bèn đày ông tới Prey Nokor trong suốt chín tháng trời từ tháng 3 đến tháng 11 năm 1947 và sau cùng chuyển sang Kompong Cham cho đến khi được trả tự do vào năm 1948. Ông trở thành Thủ tướng năm 1957 và chỉ tại nhiệm dưới một năm cho đến năm 1958 do gặp phải các vấn đề kinh tế.
Năm 1962, ông kết hôn với Ma Prakob và hai người có với nhau một cậu con trai và một cô con gái. Cặp đôi chính thức ly hôn nhiều năm sau. Về sau, ông được cử làm đại sứ Campuchia tại Nhật Bản trong chính phủ Lon Nol và kết hôn với một phụ nữ Nhật ở đó tên là Yoko Kawada. Var được cho là có liên quan đến cuộc đảo chính lật đổ Norodom Sihanouk. Ông trốn qua Pháp tị nạn ở Paris dưới thời kỳ Khmer Đỏ cai trị Campuchia cho đến khi qua đời vào ngày 12 tháng 10 năm 1989 ở tuổi 83.